# Großreuth bei Schweinau (métro de Nuremberg)
Großreuth bei Schweinau est une station de métro à Nuremberg, en Allemagne. Terminus ouest de la ligne U3 du métro de Nuremberg, elle a été mise en service le 15 octobre 2020.